# Michał Lorenc
Michał Lorenc (ur. 5 października 1955 w Warszawie) – polski kompozytor muzyki filmowej, kawaler Orderu Orła Białego (2016).

## Życiorys
Urodził się w rodzinie znanego warszawskiego adwokata. Związki z muzyką rozpoczął gdy miał 15 lat. Rok później w studenckiej bazie w Bieszczadach poznał Wojciecha Belona, Jacka Kleyffa i Czesława Bieleckiego. W 1973 roku związał się na cztery lata z Wolną Grupą Bukowina. W latach siedemdziesiątych, na antenie Programu Trzeciego Polskiego Radia brał udział w audycji Marcina Wolskiego, występował też w audycji „Zgryz” Macieja Zembatego. W latach 1979–1981 wraz z Jackiem Kleyffem i Michałem Tarkowskim współtworzył „Teatr Paranoiczny”.
W filmie zadebiutował pisząc w 1979 roku muzykę do serialu Przyjaciele Andrzeja Kostenki. Regularną współpracę z filmem rozpoczął z Maciejem Dejczerem, który powierzył mu w 1989 roku zadanie napisania muzyki do filmu 300 mil do nieba.
Za muzykę filmową był wielokrotnie nagradzany na różnych festiwalach. W 1998 roku, na 23. FPFF w Gdyni, pojawiło się aż sześć obrazów, do których tworzył muzykę (Kanalia, Sauna, Kroll, Pamiętnik znaleziony w garbie, Deborah, Jak narkotyk, Przedwiośnie, Żurek, Glina, Złoto dezerterów, Zabić Sekala, Amok, Nic, Przystań i Fotoamator).
Lorenc jest też trzykrotnym laureatem nagrody Złotych Lwów gdyńskiego festiwalu. W 1992 roku na 17. Festiwalu Polskich Filmów Fabularnych zdobył nagrodę za muzykę do filmu Władysława Pasikowskiego Psy. W trzy lata później, w roku 1995 na 20. FPFF – za muzykę do Prowokatora Krzysztofa Langa, zaś w 1997 roku na 22. FPFF – za muzykę do Bandyty Macieja Dejczera.
W 2005 roku stworzył oprawę muzyczną dla Panoramy TVP2. Jest również autorem oprawy dźwiękowej kanału TVP Info, która pojawiła się w 2009 roku.
Ukazały się dwie płyty zespołu DesOrient z muzyką filmową Michała Lorenca.
W 2016 roku „w związku z 1050. rocznicą Chrztu Polski oraz uroczystym otwarciem Świątyni Opatrzności Bożej po 225 latach od złożenia ślubów narodu” ukazała się płyta pt. Przymierze zawierające kompozycje Lorenca.
W 2019 został członkiem honorowym Stowarzyszenia KoLiber. Wszedł także w skład Rady Fundacji Smoleńsk 2010.

## Filmografia

### Filmy fabularne i seriale
| - Psy 3. W imię zasad (2020) - Masaryk (2017) - Smoleńsk (2016) - Historia Roja, czyli w ziemi lepiej słychać (2016) - Strażacy (2015) - Komisarz Alex (2011–2012) - W imieniu diabła (2011) - Jan Paweł II. Szukałem Was... (2011) - Śluby panieńskie (2010) - Syndrom (2010) - Czarny czwartek (2010) - Różyczka (2010) - Kołysanka (2010) - La Prima notte della luna (2010) - Wyłączność (2009) - Mniejsze zło (2009) - Spokój w duszy (2009) - Wino truskawkowe (2008) - Gry wojenne (serial, 2008) - Ojciec Mateusz (2008–2016) - Cztery noce z Anną (2008) - O rodzicach i dzieciach (2008) - Wszystko będzie dobrze (2007) - Statyści (2006) - Fale (2005) - Solidarność, Solidarność... (2005) - Oficer (serial, 2005) - Glina (serial, 2004–2008) - Piekło niebo (2004) - Są takie świeżuteńkie dziewczynki (2004) - Symetria (2003) - Żurek (2003) - Babie lato (2002) |  | - Dziewczyna z plakatu (2001) - Listy miłosne (2001) - Tam, gdzie żyją Eskimosi (2001) - Przedwiośnie (2000) - Żółty szalik (2000) - Daleko od okna (2000) - Przeprowadzki (serial, 2000) - Cisza i ciemność (2000) - Słoneczna włócznia (2000) - Jak narkotyk (1999) - Wszystkie pieniądze świata (1999) - Zakochani (1999) - Franciszkański spontan (1998) - Złoto dezerterów (1998) - Amok (1998) - Nic (1998) - Zabić Sekala (Je třeba zabít Sekala, 1997) - Bandyta (1997) - Wojenna narzeczona (Bride of War, 1996) - Przystań (1997) - Fotoamator (1996) - Krew i wino (Blood and Wine, 1996) - Osaczony (Exit in red) (1996) - Poznań 56 (1996) - Deborah (1995) - Pokuszenie (1995) - Prowokator (1995) - Podróż na wschód (1994) - Psy II: Ostatnia krew (1994) - Ptaszka (1994) - Wyliczanka (1994) - Embrion (1993) - Matteo (2014) |  | - Lazarus (1993) - Lepiej być piękną i bogatą (1993) - A Magzat (1993) - Skutki noszenia kapelusza w maju (1993) - Wow (1993) - Łowca. Ostatnie starcie (1993) - Pamiętnik znaleziony w garbie (1992) - Psy (1992) - Sauna (1992) - Ferdydurke (1991) - Dziecko szczęścia (1991) - Halo, jestem tutaj! (1991) - Koniec gry (1991) - Kroll (1991) - Kapitan Conrad (serial TV, 1991) - Historia niemoralna (1990) - Kanalia (1990) - Kapitan Konrad (1990) - Pension sonnenschein (1990) - Superwizja (1990) - Zakład (1990) - 300 mil do nieba (1989) - Bal na dworcu w Koluszkach (1989) - Paziowie (serial TV, 1989) - Zakole (1988) - Łuk Erosa (1987) - A żyć trzeba dalej (1986) - Kalejdoskop (1986) - Magma (1986) - Żuraw i czapla (1985) - Latawiec (1982) - Przyjaciele (serial TV, 1979) |

### Filmy dokumentalne
Artysta jest też autorem muzyki do wielu spektakli teatralnych oraz filmów dokumentalnych.
- Położna (2020)
- Dotknięcie anioła (2014)
- Gulbinowicz (film) (2014)
- Jaster. Tajemnica Hela (2014)
- Jurek (2014)
- Na granicy... (2014)
- Powrót chemika (2014)
- Powrót chemika (2014)
- Na skrzydłach marzeń (2013)
- Prezydent (2013)
- Ja Jestem (2012)
- Maratończyk (2012)
- Pielgrzym miłości (2011)
- Lista pasażerów (2011)
- Solidarni 2010 (2010) – wykorzystana muzyka z serialu Glina
- Gorycz i chwała (2010)
- Saga prastarej puszczy (2007)
- Całopalenie (1999)

### Inny udział
- Inspekcja (spektakl Teatru Telewizji, 2018) – muzyka
- Marszałek (spektakl Teatru Telewizji, 2017) – muzyka
- Dożywocie (2016) – muzyka, spektakl w Teatrze Polskim w Warszawie
- Kołysanka (2010) – montaż muzyki
- Ja wiem, że żyjesz (2002) – muzyka, spektakl z Krzysztofem Kamińskim (CD Centrum Kultury Polskiej w Bremie – nakład 200 egz.)
- Dziesiąte (2008) – montaż
- Trzeci oficer (2008) – muzyka czołówki
- Blok.pl (2001) – współpraca muzyczna
- Lepiej być piękną i bogatą (1993) – muzyka, instrumentacja i rola aktorska (gość na przyjęciu)
- Wow (1993) – muzyka, instrumentacja, efekty dźwiękowe
- Układ krążenia (1978) – współpraca reżyserska (odc. 2–7)

## Dyskografia filmowa
- Różyczka (2011, Polskie Radio / Radiowa Agencja Fonograficzna) – złota płyta[7]
- Jan Paweł II. Szukałem Was... (2011, Polskie Radio) – złota płyta[7]
- Bandyta (1997, Pomaton EMI) – 2x platynowa płyta[8]
- Ferdydurke, oraz Stanisław Syrewicz (1991, Polskie Nagrania „Muza”)
- 300 mil do nieba – muzyka filmowa (1991, Polskie Nagrania „Muza”)

## Inne informacje
- Utwór Taniec Eleny ze ścieżki dźwiękowej do filmu Bandyta został wykorzystany przez rumuńską gimnastyczkę Sandrę Izbașę jako podkład w ćwiczeniach wolnych podczas Letnich Igrzysk Olimpijskich 2008 w Pekinie[9]. Izbasa zdobyła złoty medal.
- Utwór Taniec Eleny towarzyszy wyjściom piłkarzy Widzewa Łódź na płytę boiska podczas meczów rozgrywanych na stadionie przy al. Piłsudskiego 138 w Łodzi[10]. 18 marca 2017, podczas oficjalnego otwarcia nowego stadionu w Łodzi, Michał Lorenc przekazał klubowi prawa do odtwarzania utworu. Kompozytor nie krył zadowolenia z faktu, że motyw muzyczny, pochodzący ze ścieżki dźwiękowej do filmu Bandyta, na stałe towarzyszy piłkarzom „czerwono-biało-czerwonych”[11].
- Motyw muzyczny pt. Wyjazd z Polski zawarty na ścieżki dźwiękowej do filmu Różyczka stanowił oprawę muzyczną Telewizji Polskiej (Wiadomości w TVP1 oraz TVP Info) podczas żałoby narodowej (w dniach 10–18 kwietnia 2010), po katastrofie rządowego samolotu w Smoleńsku[12].
- W 2010 kompozytor wszedł w skład komitetu poparcia Jarosława Kaczyńskiego w wyborach prezydenckich[13].

## Odznaczenia
28 kwietnia 2016 został odznaczony przez prezydenta RP Andrzeja Dudę Orderem Orła Białego, którym został udekorowany 3 maja 2016. 

## Nagrody
Michał Lorenc jest najczęściej nagrodzonym kompozytorem Nagrodą za muzykę na Festiwalu Polskich Filmów Fabularnych (pięć razy).
- 2020 – Doroczna Nagroda Ministra Kultury i Dziedzictwa Narodowego w kategorii Muzyka[16]
- 2018 – „Platynowy Opornik” za całokształt twórczości na 10. Festiwalu Filmowym „Niepokorni Niezłomni Wyklęci” w Gdyni
- 2017 – Czeski Lew, nagroda za najlepszą muzykę za ścieżkę dźwiękową do filmu Masaryk[17]
- 2017 – Nagroda Specjalna i członkostwo honorowe ZAiKS-u[18]
- 2015 – Nagroda im. Prezydenta Lecha Kaczyńskiego (wyróżnienia przyznawanego przez Kongres „Polska Wielki Projekt”)[19]
- 2012 – Nagroda Muzyczna „Fryderyk” w kategorii album roku oryginalna ścieżka dźwiękowa/muzyka ilustracyjna edycji 2012 za ścieżkę dźwiękową do filmu Czarny czwartek
- 2011 – Orzeł za najlepszą muzykę filmową za Czarny Czwartek. Janek Wiśniewski padł (14. ceremonia wręczenia Orłów)
- 2011 – Totus w kategorii „Osiągnięcia w dziedzinie kultury chrześcijańskiej”
- 2011 – Nominacja do nagrody Fryderyk edycji 2011 za ścieżkę dźwiękową do filmu Różyczka
- 2011 – Nagroda na XI Festiwalu Teatru Polskiego Radia i Teatru Telewizji Polskiej „Dwa Teatry – Sopot 2011” za muzykę oryginalną lub opracowanie muzyczne do spektaklu Wierność w kategorii spektakli Teatru TV
- 2008 – Nagroda na VIII Festiwalu Teatru Polskiego Radia i Teatru Telewizji Polskiej „Dwa Teatry – Sopot 2008” za muzykę do spektaklu Sprawa Emila B. w kategorii spektakli Teatru TV
- 2008 – Nagroda za muzykę na Ogólnopolskim Festiwalu Sztuki Filmowej Prowincjonalia za ścieżkę dźwiękową do filmu Wino truskawkowe
- 2007 – Nagroda za najlepszą muzykę na 32. Festiwalu FPFF w Gdyni za ścieżkę dźwiękową do filmu Wszystko będzie dobrze
- 2005 – Nominacja do Złotej Kaczki za muzykę do filmu Symetria
- 2002 – Nominacja do Czeskiego Lwa za muzykę do filmu Babie lato
- 2001 – Nagroda za najlepszą muzykę na 26. Festiwal FPFF w Gdyni za ścieżkę dźwiękową do filmu Przedwiośnie
- 2001 – Złota Kaczka, nagroda czytelników miesięcznika „Film” za muzykę do filmu Daleko od okna
- 2001 – Nagroda na Ogólnopolskim Festiwalu Sztuki Filmowej „Prowincjonalia” za ścieżkę dźwiękową do filmu Daleko od okna
- 1999 – International Prize for Film and Media Music – Nagroda Główna za muzykę do filmu Nic
- 1998 – Czeski Lew, nagroda za najlepszą muzykę za ścieżkę dźwiękową do filmu Zabić Sekala
- 1998 – Srebrna Statuetka Leliwity – Nagroda specjalna za ścieżkę dźwiękową do filmu Bandyta
- 1998 – Nagroda specjalna, najlepsza muzyka, Camerimage za ścieżkę dźwiękową do filmu Nic
- 1997 – Nagroda za najlepszą muzykę na 22. Festiwal FPFF w Gdyni za ścieżkę dźwiękową do filmu Bandyta
- 1995 – Nagroda za najlepszą muzykę na 20. Festiwal FPFF w Gdyni za ścieżkę dźwiękową do filmu Prowokator
- 1996 – Wytwórnia 20th Century Fox zgłasza muzykę z filmu Krew i wino do Oscara
- 1994 – Poznańskie Koziołki, najlepsza muzyka za ścieżkę dźwiękową do filmu Łowca. Ostatnie starcie
- 1994 – Poznańskie Koziołki, najlepsza muzyka za ścieżkę dźwiękową do filmu Skutki noszenia kapelusza w maju
- 1992 – Nagroda za najlepszą muzykę na 17. Festiwal FPFF w Gdyni za najlepszą muzykę, do filmu Psy
- 1989 – Felix – nominacja do Europejskiej Nagrody Filmowej w Berlinie, najlepsza muzyka za ścieżkę dźwiękową do filmu 300 mil do nieba
- 1989 – Nagroda Artystyczna Młodych im. Stanisława Wyspiańskiego za ścieżkę dźwiękową do filmu 300 mil do nieba
- 1989 – Europejska Nagroda Filmowa za muzykę do filmu 300 mil do nieba oraz nominacja w kategorii Najlepszy Kompozytor
- 1989 – Nominacja do nagrody dla Europejskiego Kompozytora Roku
- 1976 – I nagroda w kategorii solistów na V Festiwalu Amatorskich Zespołów Muzyki Młodzieżowej pod hasłem „Piękno Bieszczadów w piosence” za piosenkę Bieszczadzka jesień[20]